# Юй Чжэншэн
Юй Чжэншэ́н (кит. трад. 俞正聲, упр. 俞正声, пиньинь Yú Zhèngshēng; род. 1 апреля 1945, Яньань, Шэньси) — китайский партийный и государственный деятель, член Постоянного комитета Политбюро ЦК КПК (2012-2017), председатель Всекитайского комитета Народного политического консультативного совета Китая (2013-2018). Член Политбюро с 2002 года, в 2007—2012 гг. глава Шанхайского горкома КПК, в 2001—2007 гг. глава парткома КПК пров. Хубэй. В 1998—2001 гг. министр строительства КНР. В 1992-1997 глава горкома КПК г. Циндао и в 1989-1994 г. его мэр.
Член КПК с 1964 года, член ЦК КПК 15-го созыва (кандидат 14-го созыва), член Политбюро ЦК 16-го и 17-го созывов, член Постоянного комитета Политбюро ЦК КПК 18-го созыва.

## Биография
По национальности ханец.
Сын знаменитого Ю Цивэя (секретарь парторганизации города Тяньцзинь после революции 1949 года), известного, помимо всего прочего, тем, что в молодые годы его подругой была Цзян Цин, ставшая впоследствии третьей женой Мао Цзэдуна.
В августе 1963 года начал трудовую деятельность, в ноябре 1964 года вступил в ряды КПК.
Выпускник Харбинского военно-инженерного института, где учился в 1963—1968 гг., по специальности «Автоматическое управление баллистическими ракетами», инженер.
1968—1971 гг. — техник на 6-м радиозаводе г. Чжанцзякоу провинции Хэбэй.
1971—1975 гг. — техник и ответственное лицо на Цяосийском радиозаводе г. Чжанцзякоу пров. Хэбэй.
1975—1982 гг. — техник и инженер, заместитель главного инженера в 4-м НИИ по распространению и применению электронных технологий при Министерстве машиностроения КНР.
1982—1984 гг. — заместитель директора НИИ по распространению и применению электронных технологий при Министерстве электронной промышленности КНР, начальник 2-го системного отдела в Управлении компьютерной промышленности при Министерстве электронной промышленности КНР, заместитель главного инженера, заведующий отделом Управления микровычислительных устройств, заместитель начальника Департамента планирования Министерства электронной промышленности КНР.
1984—1985 гг. — ответственное лицо, заместитель председателя правления, член партгруппы Китайского фонда благосостояния инвалидов.
1985—1987 гг. — заместитель секретаря Комитета КПК г. Яньтай провинции Шаньдун.
1987—1989 гг. — заместитель секретаря Комитета КПК и мэр г. Яньтай провинции Шаньдун.
1989—1992 гг. — заместитель секретаря Комитета КПК, вице-мэр и мэр г. Циндао провинции Шаньдун.
1992—1997 гг. — член Бюро Шаньдунского провинциального комитета КПК, секретарь Комитета КПК и мэр г. Циндао.
1997—2001 гг. — заместитель министра, министр строительства КНР, секретарь партийной группы Министерства строительства КНР.
2001—2007 гг. — глава Хубэйского провинциального комитета КПК, с 2002 года также председатель Посткомитета Собрания народных представителей провинции.
2007—2012 гг. - секретарь Комитета КПК г. Шанхай.
2013—2018 гг. — председатель Всекитайского комитета Народного политического консультативного совета Китая.
Из-за возрастных ограничений и должен был уйти в отставку. Являлся самым пожилым членом Политбюро ЦК КПК 18-го созыва.
Би-би-си отмечало наличие у Юя крепких связей с экс-лидерами Китая Цзянь Цзэминем и Ху Цзиньтао, а также с семьей Дэн Сяопина. Утверждают, что Юй сыграл роль в противодействии Ян Шанкуню и другим, противостоявшим преемничеству Цзян Цзэминя Дэн Сяопину в так назыв. «инциденте с попыткой захвата власти» в 1992 году.
В августе 2015 года Юй Чжэншэн принимал тайваньскую парламентскую делегацию — во главе с Жао Инци. Была в очередной раз констатирована объединяющая платформа для КПК и Гоминьдана — принцип единого Китая, неприятие идеи независимости Тайваня.
В 2016 году выступал с речью на открытии международного форума «Экологическая цивилизация-2016».
Член постоянного комитета президиума 20-го съезда КПК.